# Palaeorhynchus
Palaeorhynchus è un genere di pesci ossei estinto, imparentato con i pesci spada. I suoi resti fossili sono stati ritrovati in numerose zone dell'Europa (Italia, Russia, Croazia, Serbia, Francia, Svizzera, Germania, Romania) e anche in Asia (Iran), in un periodo che va dall'Eocene medio all'Oligocene superiore (50 - 28 milioni di anni fa). Alcuni possibili resti sono stati ritrovati nel Miocene inferiore della Germania (circa 22 milioni di anni fa). 

## Descrizione
Lungo fino a 1,5 metri, questo pesce era dotato di un corpo allungato e piuttosto sottile, con una colonna vertebrale costituita da 50-60 vertebre. La pinna dorsale era piuttosto alta e allungatissima: partiva appena dietro il cranio per terminare subito prima della coda. Anche la pinna anale era particolarmente allungata, mentre le pinne pettorali erano corte e situate appena dietro la testa. Il cranio era dotato di un rostro allungato, costituito da mascella e mandibola particolarmente lunghe e sottili. Le scaglie si sono conservate in alcuni esemplari: erano di forma cicloide e coprivano l'intero corpo, dalla testa alla placca ipurale. La pinna caudale era notevolmente biforcuta e il lobo inferiore era più lungo di quello superiore. 

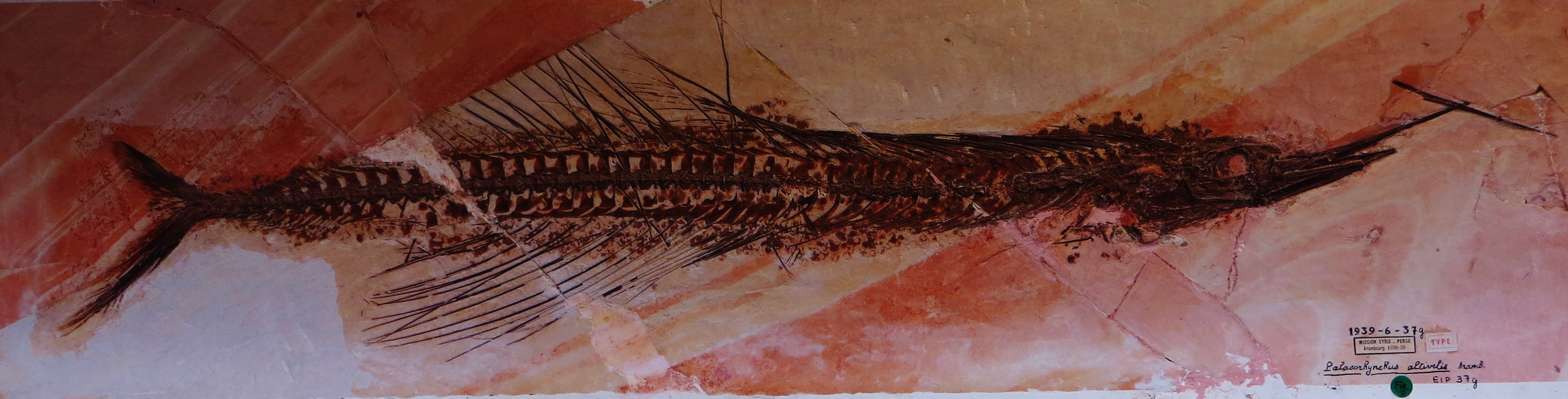
Scheletro completo di Palaeorhynchus altivelis

## Classificazione
Palaeorhynchus (il cui nome deriva dal greco e significa "becco antico") è stato descritto per la prima volta da Blainville nel 1818, ed è stato considerato uno stretto parente degli odierni pesci spada e pesci vela (Xiphioidei). Questo pesce, per le sue caratteristiche morfologiche, è stato però posto in una famiglia a sé stante (Palaeorhynchidae), nella quale sono stati in seguito classificati altri pesci simili (Homorhynchus, Pseudotetrapturus, Aglyptorhynchus). Sono note numerose specie di Palaeorhynchus, la più nota delle quali è Palaeorhynchus glarisianus, conosciuta grazie a numerosissimi esemplari provenienti dall'Oligocene inferiore della Svizzera e della Francia. Un'altra specie caratteristica è P. parini, dell'Eocene superiore del Caucaso, mentre i più antichi esemplari di Palaeorhynchus (P. zorzini) provengono dall'Eocene medio di Monte Bolca (Italia).

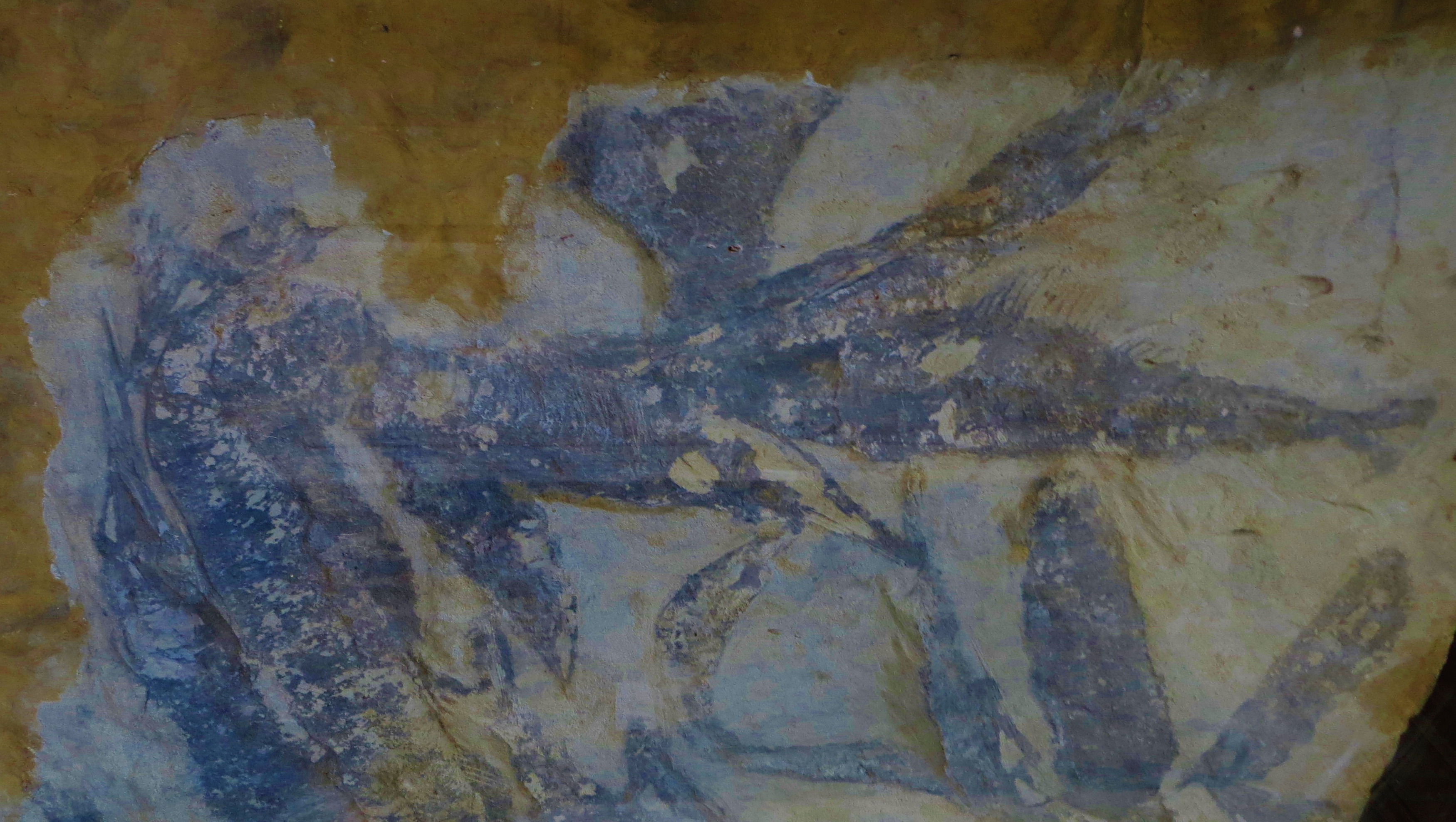
Scheletri di Palaeorhynchus deshayesi, Luteziano della Senna

## Paleoecologia
Si suppone che Palaeorhynchus abitasse zone oceaniche e lagune dalle acque basse, calde e ben ossigenate nei livelli superiori, ma poco ossigenate nella parte inferiore. Secondo alcuni studi (Arambourg 1967, Pharisat 1991) Palaeorhynchus abitava la zona epipelagica (di superficie) e potrebbe aver usato il lobo inferiore della sua pinna caudale per compiere accelerazioni nei pressi della superficie, per poter cogliere di sorpresa banchi di pesci più piccoli. Un'altra possibilità è che questo pesce compisse balzi fuori dall'acqua, come gli attuali pesci volanti (ad es. Cypselurus). Secondo Fierstine (2006) queste ipotesi sono poco probabili a causa della morfologia della pinna caudale, non abbastanza lunga e robusta, e del corpo privo dell'aerodinamicità necessaria.

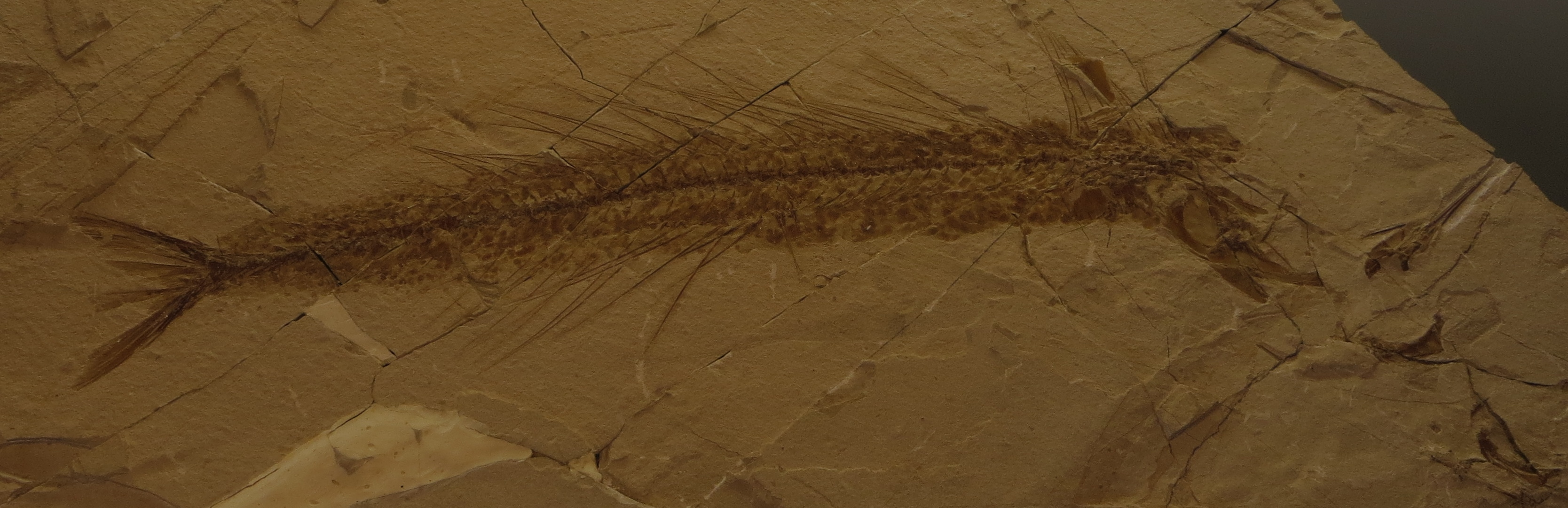
Palaeorhynchus zorzini, da Monte Bolca